# Hans Joachim von Brockhusen
Hans-Joachim Adalbert Gotthilf von Brockhusen-Justin (né le 20 mars 1860 à Hanovre et mort le 16 octobre 1928 à Bad Reichenhall) est un homme politique allemand, seigneur et officier.

## Biographie
Il est issu de l'ancienne famille noble de Poméranie von Brockhusen (de). Son père, Gotthilf von Brockhusen, est un capitaine de cavalerie prussienne et propriétaire d'un manoir sur Groß-Justin dans l'arrondissement de Cammin-en-Poméranie (de) près de Stettin. Après avoir été diplômé du Bugenhagianum de Treptow-sur-la-Rega, Brockhusen étudie le droit aux universités de Göttingen, Heidelberg et Berlin. À Göttingen, il rejoint le Corps Saxonia en 1887 et à Heidelberg en 1888 le Corps Saxo-Borussia,. Il rejoint également le mouvement chrétien-social autour de l'aumônier de la cour de Berlin et propagandiste Adolf Stoecker. Après avoir terminé son doctorat, Brockhusen entre dans le service administratif prussien en 1891.
Volontaire d'un an et sous-lieutenant dans la réserve, il fait partie du 1er régiment à pied de la Garde à Potsdam.
Le 5 janvier 1902, Brockhusen se marie avec Irmengard von Hindenburg (de) (1880-1948), une fille de Paul von Hindenburg, plus tard maréchal et président du Reich, à Karlsruhe,,.
En 1903, il est nommé administrateur de l'arrondissement de Grünberg-en-Silésie à Grünberg-en-Silésie dans la province prussienne de Silésie. Il occupe ce poste pendant huit ans jusqu'en 1911.
En 1908, à la mort de son père, il hérite du domaine fidéicommissaire poméranien de Groß-Justin ainsi que du domaine de Schrubtow dans l'arrondissement de Greifenberg-en-Poméranie, et depuis lors, il possède un manoir et est une "campagne".
À partir de 1911, Brockhusen occupe le poste d'administrateur de l'arrondissement de Colberg-Cörlin en Poméranie-Orientale. Après le déclenchement de la Première Guerre mondiale, il participe d'abord aux combats en France en tant que capitaine de réserve dans le 1er régiment de la Garde à pied et est décoré des deux classes de la croix de fer. À l'automne 1914, il rejoint l'état-major de son beau-père Hindenburg, devenu entre-temps commandant en chef des forces armées allemandes à l'Est En tant qu'associé d'Erich Ludendorff, le chef d'état-major de Hindenburg, Brockhusen organise la mise en place du système administratif des États baltes occupés par l'Allemagne (" Land Ober Ost", composé de la Courlande, de Lituanie et de Białystok-Grodno),. Après un voyage en Courlande en juillet 1915, Brockhusen défend dans un mémorandum le rattachement de la région à l'Empire allemand à des fins de colonisation, un plan qui est finalement repris par Ludendorff. À cette époque, Brockhusen noue également des contacts amicaux avec l'écrivain et naturaliste suédois Sven Hedin.
Promu chef du département politique de l'état-major Ober Ost, Brockhusen doit rentrer au pays en 1916 à la suite d'une grave maladie. Après sa guérison, il devient chef adjoint de l'administration des pays baltes occupés par les Allemands. Fin 1918, après la défaite allemande pendant la guerre et la révolution de novembre, il s'installe dans son domaine de Groß-Justin.
Politiquement, il est un monarchiste convaincu et un partisan d'un ordre social structuré par des corporations. En janvier 1919, il fonde l'"Union des hommes et des femmes allemands pour la protection de la liberté personnelle et de la vie de Guillaume II". L'objectif de cette association est d'empêcher l'extradition de l'ancien empereur allemand, démissionnaire et exilé aux Pays-Bas, vers les puissances victorieuses de la Première Guerre mondiale - qui déclarent alors publiquement vouloir le traduire en justice comme criminel de guerre. L'association est toutefois rapidement dissoute, Brockhusen ayant été associé à un scandale de corruption.
Il devint alors président du comité de travail "Der Aufrechte", qui œuvre pour le rétablissement de la monarchie. La même année, il devient le premier président de la "Ligue des hommes intègres (de)" issue de ce comité, dont le slogan était : "Avec Dieu pour le roi et la patrie, avec Dieu pour l'empereur et l'empire ! Il ne s'agit cependant pas d'un mouvement de masse. Les espoirs de ses partisans d'obtenir une plus grande influence sur la politique gouvernementale allemande grâce à l'élection du beau-père de Brockhusen, Hindenburg, à la présidence de la République de Weimar, ne se sont pas non plus réalisés.
Il meurt en 1928 à l'âge de cinquante-neuf ans alors qu'il suit une cure en Bavière.
Brockhusen est un fervent protestant et membre de l'Ordre de Saint-Jean,
Dans un livre d'anecdotes publié pendant la Seconde Guerre mondiale, il est salué comme "une personne très splendide et extrêmement polyvalente […] vive et pleine d'esprit, poète, écrivain, chanteur et administrateur d'arrondissement".

## Travaux
- Die Kaiserischen. Eine politische Erzählung. Eulen-Verlag, Berlin-Lichterfelde 1919, DNB 572772858.
- Carl Christian Friedrich von Brockhausen, ein preussischer Staatsmann um die Wende des 18. Jahrhunderts. L. Bamberg, Greifswald 1927, DNB 579256855[17].
- Der Weltkrieg und ein schlichtes Menschenleben. L. Bamberg, Greifswald 1928, DNB 572772866[18].
- Für ein einiges Deutschland. Ein Mahnwort an die große Rechte. Stilke, Berlin 1928, DNB 579256863.